# ماری ایجیما
ماری ایجیما (انگلیسی: Mari Iijima; ۱۸ مهٔ ۱۹۶۳ – ) بازیگر، خواننده، صداپیشه، و صداپیشه، و مجری رادیو اهل ژاپن بود.